# Une pointe d'amour
Pour plus de détails, voir Fiche technique et Distribution.
Une pointe d'amour est un film français réalisé par Maël Piriou et sorti en 2025,.

## Fiche technique
Sauf indication contraire, les informations mentionnées dans cette section peuvent être confirmées par les bases de données cinématographiques IMDb et Allociné,  présentes dans la section « Liens externes ».
- Titre original : Une pointe d'amour
- Réalisation : Maël Piriou
- Scénario : Maël Piriou, Pierre De Clercq et Mariano Vanhoof, d'après l'œuvre de Geoffrey Enthoven
- Musique : Rebecca Delannet et Astrid Gomez-Montoya
- Décors : Wouter Zoon
- Costumes : Sophie Bay-Baudens
- Photographie : Guillaume Schiffman
- Son : Anne Gibourg et Dimitri Kharitonnoff
- Montage : Francis Vesin
- Production : Vincent Roget
  - Coproduction : Pierre Forette, Ardavan Safaee et Thierry Wong
  - Production déléguée : Marianne Klopocki
  - Production associée : Michael Kuperberg
- Sociétés de production : Same Player, Pathé Films, France 3 et Cine Nomine
- Société de distribution : Pathé Films (France)
- Budget : 4,9 millions d'euros[3]
- Pays de production :  France
- Langue originale : français
- Format : couleur — 2,39:1 — son 5.1
- Genre : comédie, road movie
- Durée : 85 minutes
- Dates de sortie :
  - France : 30 avril 2025

## Distribution
- Julia Piaton : Mélanie
- Grégory Gadebois : Lucas
- Quentin Dolmaire : Benjamin
- Florence Viala : Stéphanie
- Claude Guyonnet : Marc
- Louis Meignan : Séverin
- Aude Léger : Juliette
- Roc Esquius : barman El Cielo
- Martin Petit : le frère de Mélanie